# Bad Vibes Forever
Bad Vibes Forever é o quarto e último álbum de estúdio do rapper e cantor americano XXXTentacion. É seu segundo álbum solo póstumo após sua morte em 18 de junho de 2018. O álbum foi lançado em 6 de dezembro de 2019, e conta com participações especiais de Lil Wayne, Blink-182, Tory Lanez, Stefflon Don, Mavado, Ky-Mani Marley, Rick Ross, Vybz Kartel, Joey Badass, Trippie Redd e outros.
"Royalty" foi lançado em 19 de julho de 2019, como o primeiro single de Bad Vibes Forever. "Hearteater", originalmente uma faixa descartada de ?, foi lançado oficialmente em 22 de outubro de 2019. Bad Vibes Forever não conseguiu igualar o sucesso dos álbuns anteriores de XXXTentacion, estreando em quinto lugar na Billboard 200.